# 블랙 라이더
《블랙 라이더》(영어: Black Rider)는 2023년 방영된 필리핀의 텔레비전 드라마이다.